# Michael D. Coe
Michael D. Coe (Nueva York, 14 de abril de 1929-New Haven (Connecticut), 25 de septiembre de 2019) fue un arqueólogo, antropólogo y epigrafista estadounidense. Conocido primordialmente por sus investigaciones y estudios de la civilización maya prehispánica. Es considerado uno de los más importantes mayistas del siglo XX.
Además de sus estudios sobre la civilización mesoamericana, Coe también investigó sobre otras culturas precolombinas de América del Norte, de Sudamérica y de las selvas tropicales del sureste de Asia.

## Datos biográficos
Coe obtuvo el doctorado en antropología en la Universidad de Harvard en los años 1950. En esa época se casó con Sophie Dobzhansky hija del reconocido biólogo evolucionista, emigrado ruso, Theodosius Dobzhansky, cuando ella era aún estudiante de antropología en Radcliffe College. Sophie tradujo más tarde la obra del epigrafista Yuri Valentinovich Knorosov, "La escritura de los indios mayas" (1967), en la que se sientan las bases para la interpretación y el desciframiento de la escritura maya.
Fue titular de la cátedra Charles MacCurdy y profesor emérito de antropología en la Universidad de Yale. Fue también conservador de la colección de antropología del Museo Peabody de Historia Natural. Con más de cuatro décadas de experiencia en investigación, Coe fue un autor prolífico de artículos científicos en el campo de la arqueología, antropología y la etnología. También escribió sobre los mismos temas en revistas no especializadas para difundir esos conocimientos entre el gran público.
Coe trabajó para la CIA como parte de la organización Western Enterprises en Taiwán, creada para subvertir el régimen de Mao Tse Tung.
Fue hermano del también arqueólogo y mayista, William R. Coe, quien descolló por sus trabajos de exploración y documentación del yacimiento de Tikal, durante la década de 1960.

## Premios y reconocimientos
En el curso de su carrera recibió diversos premios por sus contribuciones al campo de la arqueología y de la antropología. Entre otros: 
- 1989 — Premio Tatiana Proskouriakoff. Universidad de Harvard.
- 2004 — Orden del Quetzal. República de Guatemala
- 2006 — Orden del Pop. Museo Popol Vuh, Universidad Francisco Marroquín, Guatemala.[7]

## Obras seleccionadas
Entre su libros más conocidos se encuentran:
(en inglés)
- (1961)  La Victoria, An Early Site on the Coast of Guatemala. Papers vol. 53. Museo Peabody de Arqueología y Etnología, Universidad de Harvard, Cambridge, Mass.
- (1966)  The Maya. Thames and Hudson, New York. (8th ed. 2011)
- (1973)  The Maya Scribe and His World. The Grolier Club, New York.
- (1982) Old Gods and Young Heroes: The Pearlman collection of Maya ceramics. University of Washington Press.
- (1992)  Breaking the Maya Code. Thames and Hudson, New York. (Edición revisada en 1999)
- (2003)  Angkor and the Khmer Civilization. Thames and Hudson, New York.
- Coe, Michael D. y  Richard A. Diehl  (1980)  In the Land of the Olmec. 2 vols. University of Texas Press, Austin.
- Coe, Michael D. y Justin Kerr  (1998)  The Art of the Maya Scribe. Harry N. Abrams, New York.
- Coe, Michael D. y Mark Van Stone (2001)  Reading the Maya Glyphs (2nd ed. 2005)
- Coe, Sophie D. y  Michael D. Coe  (1996)  The True History of Chocolate. Thames and Hudson, New York.
- Rex Koontz y Michael Coe (1962) Mexico: From the Olmecs to the Aztecs (México, de los Olmecas hasta los Aztecas).